# Karlheinz Deschner
Karlheinz Deschner (Bamberg, 23 de mayo de 1924 - Haßfurt, 8 de abril de 2014) fue un historiador, crítico de la Iglesia católica y ensayista alemán.

## Biografía
Hijo de Karl Deschner, un humilde guardabosque católico y una madre, Margarete Karoline, protestante convertida al catolicismo. Acudió al seminario franciscano en Dettelbach, donde estuvo alojado temporalmente en el monasterio franciscano. A partir de 1934 hizo el bachillerato como alumno interno con los Carmelitas y las señoritas inglesas en Bamberg. En marzo de 1942 aprobó el examen de acceso a la universidad e inmediatamente se presentó, igual que el resto de sus compañeros, como voluntario al ejército.
Pasó su infancia y juventud en los cotos episcopales de Wurzburgo y, tras combatir en la Segunda Guerra Mundial, estudió Derecho, Teología, Filosofía e Historia. Se doctoró por la Universidad de Wurzburgo en 1951. Ese año contrajo matrimonio con Elfi Tuch, separada, y ambos fueron excomulgados por el entonces obispo Julius Döpfner. Hasta entonces, Deschner no había publicado nada en contra de la Iglesia.
En 1956 publicó su primer libro, una novela (La noche ronda mi casa) que causó gran impacto. Pero súbitamente abandonó la prometedora carrera literaria que acababa de emprender para consagrarse al estudio crítico del cristianismo en general y de la Iglesia católica en particular; desde sus primeras obras dio más de dos mil conferencias.
A partir de entonces, el caudal de sus obras se multiplicó de forma inagotable, con una erudición y agudeza tales que muchos lo consideran «el mayor de los críticos de la Iglesia en el siglo XX». En 1970 comenzó su obra más ambiciosa, Historia criminal del cristianismo, que completó con la publicación del décimo volumen en 2013.
Dada la naturaleza polémica de sus escritos, Deschner no tuvo acceso a becas, subsidios, patrocinios oficiales o cargos honorarios, apenas la ayuda de algunos amigos generosos y la adhesión de sus lectores le permitieron continuar con el trabajo monumental de investigación y desarrollo.
En 1971 fue citado a comparecer ante un tribunal en Núremberg acusado de difamar a la Iglesia. Ganó el proceso con una sólida argumentación, pero aquella institución reaccionó rodeando sus obras con un muro de silencio que no se rompió definitivamente hasta los años ochenta, cuando las obras de Deschner comenzaron a publicarse fuera de Alemania (Polonia, Suiza, Italia y España, principalmente). El primer tomo de su ambiciosa Historia criminal del cristianismo fue publicado gracias a la ayuda de su amigo Alfred Schwarz, quien no sobrevivió a la aparición del mismo en septiembre de 1986; los siguientes aparecieron gracias al apoyo económico del industrial alemán Herbert Steffen, quien hasta fecha reciente continuó financiando los trabajos de Deschner.
Como reconocimiento por su obra y esfuerzos por combatir la ignorancia, en 1988 le fue concedido el prestigioso premio Arno Schmidt, que fue el primero de una amplia lista, sucediendo en ese honor a Wolfgang Koeppen, Hans Wollschläger y Peter Rühmkorf. En junio de 1993, como antes que él Walter Jens, Dieter Hildebrandt, Gerhard Zwerenz y Robert Jungk, recibió el premio Büchner alternativo y en julio del mismo año el Premio Humanista Internacional. En septiembre de 2001 recibió el premio Fischer y el Ludwig Feuerbach en noviembre de 2001.

## Obra
De entre sus escritos, se han traducido al español las siguientes obras:
- La política de los papas en el siglo XX, volumen I (1878-1939). Editorial Yalde. ISBN 84-87705-15-4
- La política de los papas en el siglo XX, volumen II (1939-1995). Editorial Yalde. ISBN 84-87705-23-5
- Opus diáboli (catorce ensayos irreconciliables sobre el trabajo en la viña del Señor). Editorial Yalde. ISBN 84-404-6107-0
- Historia sexual del cristianismo. Editorial Yalde. ISBN 84-87705-09-X
- El anticatecismo. Doscientas razones en contra de la Iglesia y a favor del mundo (con Horst Herrmann). Editorial Yalde. ISBN 84-87705-31-6
- El credo falsificado. Editorial Txalaparta. ISBN 84-8136-316-2
- Historia criminal del cristianismo (9 tomos, por ahora):
  - Tomo I: Los orígenes, desde el paleocristianismo hasta el final de la era constantiniana. Editorial Martínez Roca. ISBN 84-270-1458-9).
  - Tomo II: La época patrística y la consolidación del primado de Roma. Editorial Martínez Roca. ISBN 84-270-1493-7).
  - Tomo III: De la querella de Oriente hasta el final del periodo justiniano. Editorial Martínez Roca. ISBN 84-270-1561-5).
  - Tomo IV: La Iglesia antigua: Falsificaciones y engaños. Editorial Martínez Roca. ISBN 84-270-1630-1).
  - Tomo V: La Iglesia antigua: Lucha contra los paganos y ocupaciones del poder. Editorial Martínez Roca. ISBN 84-270-1750-2).
  - Tomo VI: Alta Edad Media: El siglo de los merovingios. Editorial Martínez Roca. ISBN 84-270-1919-X).
  - Tomo VII: Alta Edad Media: El auge de la dinastía carolingia. Editorial Martínez Roca. ISBN 84-270-1920-3).
  - Tomo VIII: Siglo IX: Desde Luis el Piadoso hasta las primeras luchas contra los sarracenos. Editorial Martínez Roca. ISBN 84-270-2296-4).
  - Tomo IX: Siglo X: Desde las invasiones normandas hasta la muerte de Otón III. Editorial Martínez Roca. ISBN 84-270-2299-9).